# 吴六一
吴六一（？—？），江南宣城人，清朝政治人物。同进士出身。
順治四年（1647年）丁亥科進士。曾任福州府知府一职，後由李仲颗接任。

## 其他
二月河小说《康熙大帝》（改编电视剧《康熙王朝》）中虚构人物。汉族，清康熙年间任九门提督，因执法严格，人称“铁丐”。在康熙平叛鳌拜之乱中他立有大功后升至两广总督。实际上，康熙年间有“铁丐”之誉的历史人物是吴六奇，但吴六奇早于康熙四年五月病卒，故与平反鳌拜关系不大，也非九门提督。